# Arganotus strinatii
Arganotus strinatii – gatunek kosarza z podrzędu Laniatores i rodziny Samoidae.

## Występowanie
Gatunek wykazany z Gwatemali.